# Олимпийский овал Гренобля
Олимпийский овал Гренобля (фр. L'Anneau de vitesse de Grenoble) — открытый конькобежный каток в центральном городе департамента Изер Гренобле (Франция). 
Олимпийский овал Гренобля был построен в 1966 году, а 1968 году здесь проходили соревнования по конькобежному спорту X зимних Олимпийских игр. Каток располагается в парке Поля Мистраля (фр. Parc Paul-Mistral) и рассчитан на 2500 зрителей. Сейчас здесь место для катания на роликах и площадка для выездных концертов.